# CONMEBOL Sudamericana
De CONMEBOL Sudamericana, ook wel kortweg Copa Sudamericana genoemd (Portugees: Copa Sul-Americana), is een voetbalcompetitie die jaarlijks gespeeld wordt tussen clubs uit Zuid-Amerika en wordt georganiseerd door de CONMEBOL.
De CONMEBOL Sudamericana ontstond in 2002 door de samenvoeging van de Copa Mercosur en de Copa Merconorte. Sinds 2003 was de autofabrikant Nissan sponsor en droeg het toernooi officieel de naam Copa Nissan Sudamericana. De competitie is opgezet volgens het knock-outsysteem waarbij de clubs elkaar in een thuis- en uitwedstrijd ontmoeten. Het is na de CONMEBOL Libertadores de belangrijkste clubcompetitie van Zuid-Amerika en de CONMEBOL Sudamericana is te vergelijken met de UEFA Europa League.
Net als bij de CONMEBOL Libertadores doen ook clubs uit Mexico mee aan de CONMEBOL Sudamericana. In 2005 werd D.C. United, een club uit de Amerikaanse Major League Soccer, door de CONMEBOL uitgenodigd om deel te nemen aan het toernooi. Het was de eerste keer dat een Noord-Amerikaanse club deelnam aan een van de grote Zuid-Amerikaanse toernooien.

## Finales
* = thuiswedstrijd winnaar
| Jaar | Winnaar                 | Uitslagen                          | Finalist            |
| ---- | ----------------------- | ---------------------------------- | ------------------- |
| 2002 | San Lorenzo             | 4–0, 0–0 *                         | Atlético Nacional   |
| 2003 | Cienciano               | 3–3, 1–0 *                         | River Plate         |
| 2004 | Boca Juniors            | 0–1, 2–0 *                         | Club Bolívar        |
| 2005 | Boca Juniors            | 1–1, 1–1 * (na strafschoppen, 4–3) | Pumas UNAM          |
| 2006 | Pachuca                 | 1–1 *, 2–1                         | Colo-Colo           |
| 2007 | Arsenal de Sarandí      | 3–2, 1–2 **                        | Club América        |
| 2008 | Internacional           | 1–0, 1–1 *                         | Estudiantes         |
| 2009 | LDU Quito               | 5–1 *, 0–3                         | Fluminense          |
| 2010 | Independiente           | 0–2, 3–1* (na strafschoppen, 5–3)  | Goiás               |
| 2011 | Universidad de Chile    | 1–0, 3–0                           | LDU Quito           |
| 2012 | São Paulo               | 0–0, 2–0* ***                      | Tigre               |
| 2013 | Lanús                   | 1–1, 2–0                           | Ponte Preta         |
| 2014 | River Plate             | 1–1, 2–0                           | Atlético Nacional   |
| 2015 | Santa Fe                | 0–0, 0–0 (na strafschoppen, 3–1)   | Huracán             |
| 2016 | Chapecoense             | ##                                 | Atlético Nacional   |
| 2017 | Independiente           | 2–1, 1–1                           | Flamengo            |
| 2018 | Athletico Paranaense    | 1–1, 1–1 (na strafschoppen, 4–3)   | Atlético Junior     |
| 2019 | Independiente del Valle | 3–1                                | Colon               |
| 2020 | Defensa y Justicia      | 3–0                                | Lanús               |
| 2021 | Athletico Paranaense    | 1–0                                | Red Bull Bragantino |
| 2022 | Independiente del Valle | 2–0                                | São Paulo           |
| 2023 | LDU Quito               | 1–1, 1–1 (na strafschoppen, 4–3)   | Fortaleza           |
| 2024 | Racing Club             | 3–1                                | Cruzeiro            |

## Deze wedstrijd werd niet gespeeld vanwege het neerstorten van LaMia Airlines-vlucht 2933 een dag vóór de wedstrijd. Hierbij kwamen 71 mensen om het leven, onder wie 19 van de 22 spelers van Chapecoense. De Colombiaanse club deed daarop een verzoek bij de Zuid-Amerikaanse bond om de titel aan Chapecoense te geven. Dit werd goedgekeurd.
** thuiswedstrijd in stadion van Racing Club de Avellaneda
*** tweede helft van returnwedstrijd niet gespeeld

## Finales per club
| Club                    | Aantal gewonnen | Jaar       | Aantal verloren | Jaar             |
| ----------------------- | --------------- | ---------- | --------------- | ---------------- |
| LDU Quito               | 2               | 2009, 2023 | 1               | 2011             |
| Boca Juniors            | 2               | 2004, 2005 |                 |                  |
| Independiente           | 2               | 2010, 2017 |                 |                  |
| Athletico Paranaense    | 2               | 2018, 2021 |                 |                  |
| Independiente del Valle | 2               | 2019, 2022 |                 |                  |
| São Paulo               | 1               | 2012       | 1               | 2022             |
| Lanús                   | 1               | 2013       | 1               | 2020             |
| River Plate             | 1               | 2014       | 1               | 2003             |
| San Lorenzo             | 1               | 2002       |                 |                  |
| Cienciano               | 1               | 2003       |                 |                  |
| Pachuca                 | 1               | 2006       |                 |                  |
| Arsenal de Sarandí      | 1               | 2007       |                 |                  |
| Internacional           | 1               | 2008       |                 |                  |
| Universidad de Chile    | 1               | 2011       |                 |                  |
| Santa Fe                | 1               | 2015       |                 |                  |
| Chapecoense             | 1               | 2016       |                 |                  |
| Defensa y Justicia      | 1               | 2020       |                 |                  |
| Racing Club             | 1               | 2024       |                 |                  |
| Atlético Nacional       |                 |            | 3               | 2002, 2014, 2016 |
| Club Bolívar            |                 |            | 1               | 2004             |
| Pumas UNAM              |                 |            | 1               | 2005             |
| Colo-Colo               |                 |            | 1               | 2006             |
| Club América            |                 |            | 1               | 2007             |
| Estudiantes             |                 |            | 1               | 2008             |
| Fluminense              |                 |            | 1               | 2009             |
| Goiás                   |                 |            | 1               | 2010             |
| Tigre                   |                 |            | 1               | 2012             |
| Huracán                 |                 |            | 1               | 2015             |
| Flamengo                |                 |            | 1               | 2017             |
| Atlético Junior         |                 |            | 1               | 2018             |
| Colón                   |                 |            | 1               | 2019             |
| Red Bull Bragantino     |                 |            | 1               | 2021             |
| Fortaleza               |                 |            | 1               | 2023             |
| Cruzeiro                |                 |            | 1               | 2024             |

2002 · 2003 · 2004 · 2005 · 2006 · 2007 · 2008 · 2009 · 2010 · 2011 · 2012 · 2013 · 2014 · 2015 · 2016 · 2017 · 2018 · 2019 · 2020 · 2021 · 2022 · 2023 · 2024